# فيريكوي
فيريكوي (بالتركية: Feriköy SK)‏ هو نادي كرة قدم تركي تأسس في 1927، ويلعب في Turkish Regional Amateur League ‏.

## وصلات خارجية
- الموقع الرسمي